# César Laurent de Chastellux
Pour les articles homonymes, voir Chastellux.
César Laurent, 8e comte de Chastellux (Versailles, 14 février 1780 – Château de Chastellux (Chastellux-sur-Cure, Yonne), 3 septembre 1854), est un militaire et homme politique français des XVIIIe et XIXe siècles.

## Biographie
César Laurent de Chastellux était issu de l'ancienne et illustre famille de Beauvoir-Chastellux, dont l'origine remonte au temps des croisades. Il naquit à Versailles en 1780.
Il suivit ses parents qui accompagnèrent à Rome Mesdames Victoire et Adélaïde, tantes de Louis XVI, lorsque celles-ci émigrèrent par suite des troubles révolutionnaires.
Il entra au service du royaume de Sicile en 1801, devint adjudant-général, sous-chef d'état-major en 1810, rentra en France à cette époque et vécut dans la retraite.
Après la restauration du trône des Bourbon, Louis XVIII le chargea, en 1814 d'organiser la garde nationale à cheval de Paris. Chastellux fut créé colonel de cette légion et aide-major des chevau-légers du roi.
Sorti de France pendant les Cent-Jours, M. de Chastellux passa en Piémont avec M. le marquis d'Osmond, qui, étant à Turin pour le roi, en avril 1815, le chargea d'une mission importante auprès de S. A. R. Mgr. le duc d'Angoulême, qu'il eut ordre de joindre à son quartier-général dans le Midi, et fut nommé, à la seconde Restauration, colonel des chasseurs de la Côte-d'Or (ci-devant 8e).
Président du collège électoral du département de l'Yonne le 12 octobre 1820, il fut élu, le 13 novembre de la même année, député de l'Yonne, au collège de département, par 140 voix sur 180 votants. Il prit place à droite, fut réélu, le 10 octobre 1821 par 144 voix sur 170 votants (après avoir été nommé, le 6 septembre, président du collège départemental), et promu au grade de maréchal de camp le 13 décembre suivant. Il prêta serment la même année, comme gentilhomme de la chambre du roi.
Le comte de Chastellux fit avec « distinction » la campagne d'Espagne (1823) où il commandait la cavalerie du 5e corps de l'armée d'Espagne, sous les ordres du maréchal Lauriston. Il fit le service de la tranchée au siège de Pampelune avec les généraux d'infanterie. Dirigé vers Saragosse, il atteignit le général Evaristo Fernández de San Miguel à Tramaced, et, avec des forces très inférieures, le culbuta et le fit prisonnier. Le 23 novembre suivant, le comte de Chastellux reçut l'autorisation de porter la plaque de 4e classe de l'ordre royal et militaire de Saint-Ferdinand, que le roi d'Espagne lui avait accordée en considération de ses services pendant cette campagne et il fut nommé, en janvier 1824, chevalier de l'ordre des Saints-Maurice-et-Lazare du royaume de Sardaigne.
Rentré en France, il commanda une brigade au camp de Lunéville, et fut nommé, en 1826, inspecteur général de cavalerie.
Élevé à la pairie, le 23 décembre 1823, il protesta en 1830 contre le changement de dynastie, refusa de prêter au gouvernement de Juillet le serment exigé par la loi du 31 août 1830, il donna sa démission de pair et d'officier général et se retira dans ses domaines de Chastellux-sur-Cure dans l'Yonne, où il est mort en 1854.
Sans postérité masculine, c'est son frère cadet, Henri-Louis de Chastellux (1786-1863), 1er duc de Rauzan-Duras, qui hérita du titre de comte.

## Récapitulatif

### Titres
- 8e comte de Chastellux (1814-1854) ;
- Pair de France :
  - 23 décembre 1823 - 31 août 1830,
  - Baron et pair héréditaire (lettres patentes du 3 mai 1824)[5].

### Décorations
| Officier de la Légion d'honneur | Chevalier de Saint-Louis | Chevalier de l'Ordre de Saint-Ferdinand d'Espagne | Chevalier de l'ordre des Saints-Maurice-et-Lazare |

 Royaume de France
- Légion d'honneur[6] :
  - Chevalier (18 mai 1820), puis,
  - Officier de la Légion d'honneur (23 mai 1825) ;
- Chevalier de Saint-Louis (24 août 1814[3]) ;

 Royaume d'Espagne
- Chevalier 4e classe de l'Ordre de Saint-Ferdinand d'Espagne (23 novembre 1823[3]) ;

 Royaume de Sardaigne
- Chevalier de l'ordre des Saints-Maurice-et-Lazare (janvier 1824).

### Armoiries
D'azur, à la bande d'or, acc. de sept billettes du même, trois de chaque côté de la bande et une au canton senestre du chef,,.

## Ascendance et postérité
César Laurent de Chastellux était le fils aîné de Henri-Georges-César, 7e comte de Chastellux et d'Angélique-Victoire de Durfort-Civrac, fille de Jacques Aimeric Joseph de Durfort (1716-1787), duc de Civrac. Il avait pour frères et sœurs :
1. Une sœur (Versailles, 11 février 1774 - Versailles, 4 avril 1778) ;
2. Emeric (Versailles, 14 janvier 1775 - Versailles, 8 février 1777) ;
3. Anne (Versailles, 26 février 1776 - Versailles, 8 août 1777) ;
4. Agathe (Versailles, 3 janvier 1778 - Meudon, 10 avril 1779) ;
5. Louise Pauline (1781 - 4 mai 1857), mariée, le 21 août 1814, avec Joseph Élisabeth Roger de Damas d'Antigny (1765-1823), comte de Damas, lieutenant-général et député de la Côte-d'Or et de la Haute-Marne, dont postérité ;
6. Gabrielle Joséphine (Versailles, 11 février 1783 - Paris Ier, 14 août 1820), mariée, le 24 mai 1817, avec Jean-Baptiste de Percin de Montgaillard (1767-1846), marquis de La Valette, sans postérité ;
7. Henri-Louis (Versailles, 28 février 1786 - Paris VIIIe, 3 mars 1863), 1er duc de Rauzan-Duras, etc., marié, le 30 août 1819, avec Clara de Durfort (1799-1863), dont postérité ;
8. Victoire Georgine (Meudon, 19 octobre 1790 - Harfleur, 24 septembre 1871), mariée, le 21 novembre 1813 à Paris Xe, avec Charles Angélique François Huchet de La Bédoyère (1786-1815), dont postérité.

- Il épousa, en 1809, Adélaïde Louise Zéphirine de Damas d'Antigny (Paris, 5 octobre 1784 - Château de Commarin (Commarin, Côte-d'Or), 22 décembre 1838), fille de Charles César de Damas d'Antigny (1758-1829), duc de Damas, et d'Aglaé Andrault de Langeron (1759-1827), veuve de Charles Elzéar François de Vogüé (1781-1807), dont il eut trois filles
  - Henriette (12 octobre 1814-1815) ;
  - Caroline Thérèse Victoire , (Paris, 20 mai 1816 - Paris VIIe, 22 juin 1890), mariée, le 1er juin 1835 à Paris Xe (ancien), avec Bertrand (1810-1867), marquis de Lur-Saluces, dont postérité ;
  - Marguerite Adélaïde Laurence (Paris VIIe, 22 juillet 1822 - Chastellux-sur-Cure, 6 novembre 1906), mariée avec son cousin germain (fils du duc de Rauzan-Duras) Amédée Gabriel Henri de Chastellux (1821-1857), dont postérité.